# Arabidopsis lyrata
Arabidopsis lyrata (L.) è una piccola pianta angiosperme appartenente alla famiglia delle Brassicaceae. È presente in Europa e nell'America del nord.